# Peter Aleš
Peter Aleš, slovenski rimskokatoliški duhovnik in narodnogospodarski pisatelj, * 30. junij 1786, Povodje, † 15. april 1868, Trst.
Peter Aleš v duhovnika posvečen 1814 in kasnejši stolni dekan v Trstu se je že kot kaplan na Premu in v Jelšanah trudil za večji razvoj raznih panog kmetijstva, pozneje je s članki sodeloval pri Novicah. Kot okrajni šolski nadzornik v Trstu je izdal knjigo Zaveden kmet, ali najpotrebniši nauki kmetijstva za nedeljske šole po deželi (1856).